# Jedenastozgłoskowiec falecejski
Jedenastozgłoskowiec falecejski (łac. versus hendecasyllabus Phalaecius) – starożytna miara wierszowa wywodząca się z Grecji. Nazwa pochodzi od imienia poety greckiego z III wieku p.n.e. Falajkosa, który używał tego wiersza na szerszą skalę (ale nie był jego wynalazcą, jedenastozgłoskowiec stosuje już Safona).
Jedenastozgłoskowiec falecejski był chętnie stosowany przez poetów greckich i rzymskich do komponowania krótkich utworów (o objętości od 1 do 40 wersów). Do najbardziej znanych poetów używających tej miary należą Katullus i Marcjalis. 

## Budowa metryczna

### Postać zwykła
Jedenastozgłoskowiec falecejski jest iloczasowym wierszem izosylabicznym. Każdy wers składa się z 11 sylab ułożonych w określony ciąg długich i krótkich. Nagłos (pierwsze dwie sylaby) ma układ swobodny i może mieć postać jambu, spondeja lub trocheja. Poza tym żadnych innych rozwiązań nie dopuszcza się.
Ogólny schemat jedenastozgłoskowca jest następujący:
- z nagłosem jambicznym:

- z nagłosem spondeicznym:

- z nagłosem trocheicznym:

W poezji rzymskiej okresu republiki (Katullus) dopuszczano wszystkie trzy rodzaje nagłosu, aczkolwiek nagłos spondeiczny był najczęściej, a nagłos trocheiczny najrzadziej spotykany. W okresie cesarstwa (Marcjalis, Pliniusz Młodszy) dopuszczalny jest wyłącznie nagłos spondeiczny.
Cezura występuje na ogół po trzeciej arsie:
//
ale może ulec przemieszczeniu o sylabę wstecz, na miejsce po drugiej tezie:
//
Przykłady:
- cezura po trzeciej arsie: Passer deliciae // meae puellae (Katullus)
- cezura po drugiej tezie: nobis cum semel // occidit brevis lux (jw.)

### Postać izochroniczna
Istnieje jeden znany nam utwór - jest to utwór nr 55 Katullusa - gdzie jedenastozgłoskowiec falecejski potraktowano nie jako wiersz izosylabiczny, lecz izochroniczny. Nagłos jest zawsze spondeiczny, a druga stopa (która w normalnym jedenastozgłoskowcu jest zawsze daktylem) może ulec ściągnięciu w spondej. W efekcie ów "jedenastozgłoskowiec" ma czasem dziesięć sylab, jednak każdy wers utworu ma stały czas brzmienia wynoszący 18 mor.
Przykłady:
- postać ściągnięta oramus, si forte non molestum est:

- postać nieściągnięta demonstres, ubi sint tuae tenebrae:

Nie wiadomo, czy Katullus stosując takie metrum naśladował tu kogoś, czy też jest to efekt jego własnych eksperymentów, gdyż, jak już zostało powiedziane wyżej, utwór nr 55 jest jedynym w ogóle znanym przykładem takiego wiersza.